# Anthurium julospadix
Anthurium julospadix är en kallaväxtart som beskrevs av Luis Aloysius, Luigi Sodiro. Anthurium julospadix ingår i släktet Anthurium och familjen kallaväxter. Inga underarter finns listade.